# Larry Harmon
Larry Harmon, nome artístico de Lawrence Weiss (Toledo, 2 de janeiro de 1925 — Los Angeles, 3 de julho de 2008), foi um ator, produtor e empresário norte-americano.
Foi ele quem tornou famoso um palhaço conhecido como Bozo. Bozo The Clown é marca registrada de Larry Harmon Pictures Corporation, que também é dona dos personagens O Gordo e o Magro.